# Pithecopus rohdei
Pithecopus rohdei é uma espécie de anfíbio da família Phyllomedusidae. É endêmica para o Brasil e é conhecida no sudeste do Brasil, em Minas Gerais, Rio de Janeiro, Espírito Santo e São Paulo até 1.000 metros de altitude. Os seus habitats naturais são: regiões subtropicais ou tropicais húmidas de baixa altitude, savanas húmidas, rios, terras aráveis, pastagens, plantações, jardins rurais e áreas urbanas.